# متیو جان آنتونی ویلسون
متیو جان آنتونی ویلسون (انگلیسی: Tony Wilson; ۲ اکتبر ۱۹۳۵ – ۵ دسامبر ۲۰۱۹) نظامی و سیاست‌مدار اهل بریتانیا بود. وی همچنین برندهٔ جوایزی همچون صلیب نظامی شده‌است.